# Schönewald (Rückholz)
Schönewald ist ein Ortsteil der Gemeinde Rückholz im schwäbischen Landkreis Ostallgäu. Der Weiler liegt circa einen Kilometer westlich von Rückholz.

## Baudenkmäler / Sehenswertes
Siehe auch: Liste der Baudenkmäler in Schönewald
- Katholische Kapelle St. Antonius

Westlich liegt der Schönewalder Weiher. 